# الکساندر سوچو
الکساندر سوچو (اوکراینی: Олександр Володимирович Сучу؛ زادهٔ ۲۲ ژانویهٔ ۱۹۹۰) بازیکن فوتبال اهل اوکراین است.